# Malédiction de Canaan

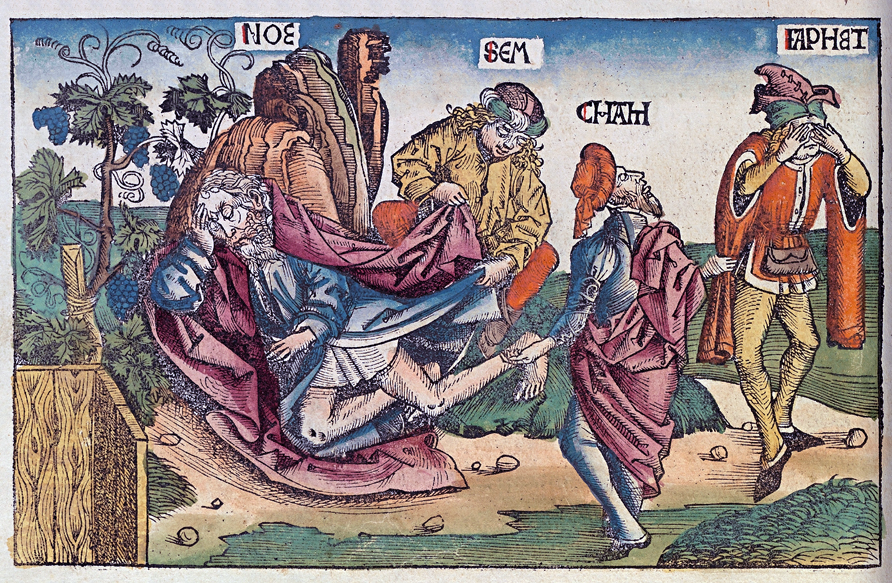
Le Sommeil de Noé, gravure extraite de La Chronique de Nuremberg, 1493.

La malédiction de Canaan est un épisode biblique qui prend place après celui de l'ivresse de Noé (hébreu : שכרות נח shikhrout Noa'h). Il est rapporté dans la parashat Noa'h, en Genèse 9:18-29.
Après le Déluge, Noé sort de l’Arche avec les siens et plante une vigne, s’enivrant de son vin. Son fils Cham voit la nudité de Noé et il en fait part à ses deux frères, Sem et Japhet. Réveillé, Noé condamne Canaan, le fils de Cham, à être « l’esclave des esclaves de ses frères » avant de bénir Sem et Japhet.
Ce récit, qui évoque en quelques versets les pères des 70 nations qui ont, selon la Bible, composé l'humanité, a connu diverses interprétations. Certaines d'entre elles, dans le christianisme, ont confondu Cham et son fils Canaan, donnant naissance au mythe de la race hamite et offrant une caution religieuse à la dépréciation des peuples d'Afrique noire et à leur réduction en esclavage.

## Récitbibliqueet exégèses

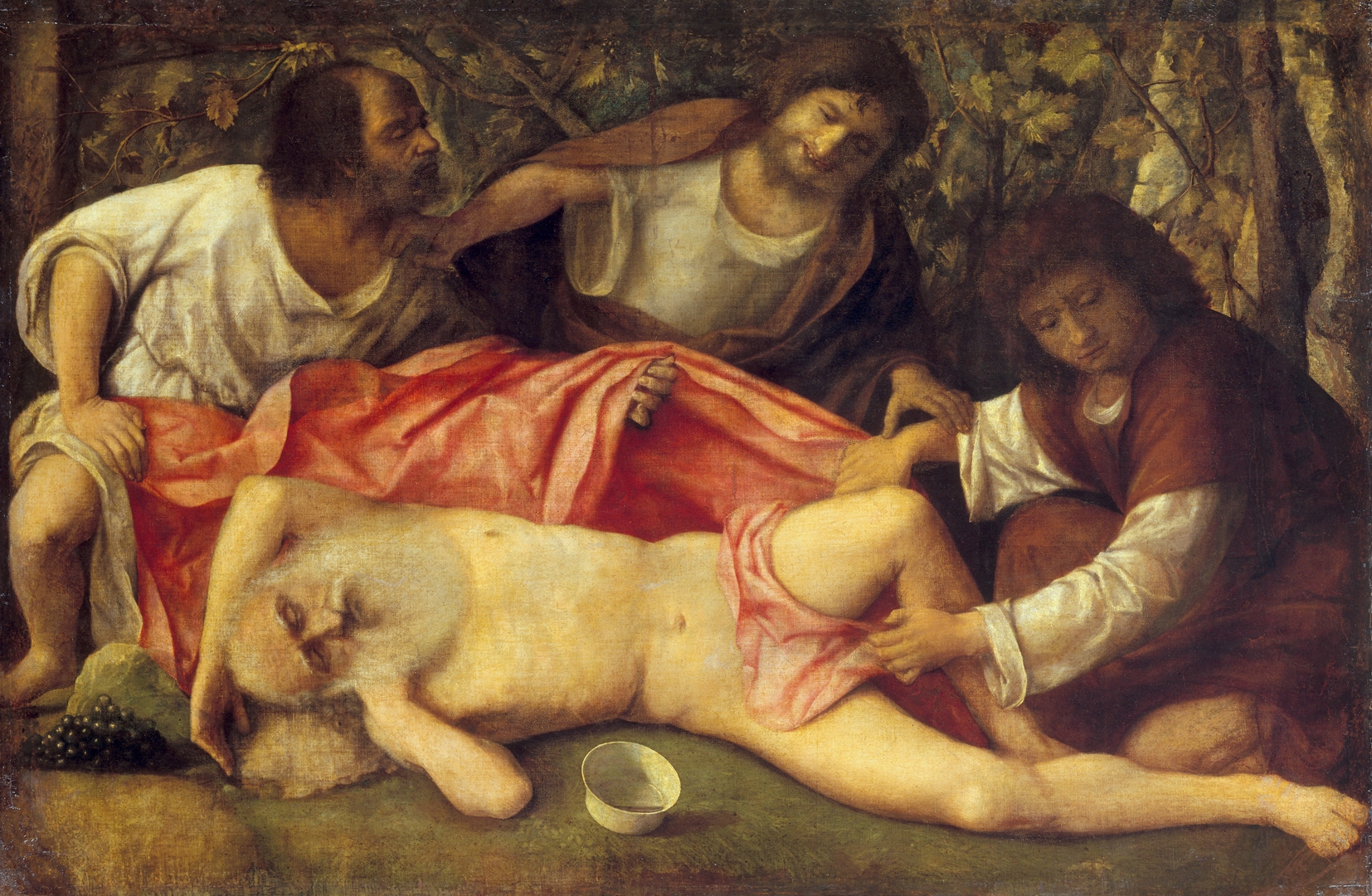
L’Ivresse de Noé par Giovanni Bellini, Besançon.

Le récit biblique de la malédiction suit l'épisode du Déluge. Sur l'ordre de Dieu, Noé sort de l'arche avec ses trois fils, Sem, Cham et Japhet. 
Après quoi, 

« 20. Noé commença à cultiver la terre, et planta de la vigne.
 21. Il but du vin, s’enivra, et se découvrit au milieu de sa tente.
 22. Cham, père de Canaan, vit la nudité de son père, et il le rapporta dehors à ses deux frères.
 23. Alors Sem et Japhet prirent le manteau, le mirent sur leurs épaules, marchèrent à reculons, et couvrirent la nudité de leur père; comme leur visage était détourné, ils ne virent point la nudité de leur père.
 24. Lorsque Noé se réveilla de son vin, il apprit ce que lui avait fait son fils cadet. (ou selon d'autres versions : il apprit ce que lui avait fait son plus jeune fils.,)
 25. Et il dit : Maudit soit Canaan ! qu’il soit l’esclave des esclaves de ses frères !
 26. Il dit encore : Béni soit l’Éternel, Dieu de Sem, et que Canaan soit leur esclave ! 
27. Que Dieu étende les possessions de Japhet, qu’il habite dans les tentes de Sem, et que Canaan soit leur esclave ! »

Après cet épisode, le chapitre 10 de la Genèse — la Table des peuples ou la Table des nations dans la tradition juive — détaille la descendance des fils de Noé et le peuplement de la terre. Les trois premiers fils de Cham, Koush, Misraïm et Pout, peuplent l'Éthiopie, l'Égypte et l'Arabie respectivement. Quant à Canaan, ses descendants occupent le « pays de Canaan », terre qui sera ultérieurement offerte par Dieu à Abraham, un descendant de Sem.

### Exégèse juive antique

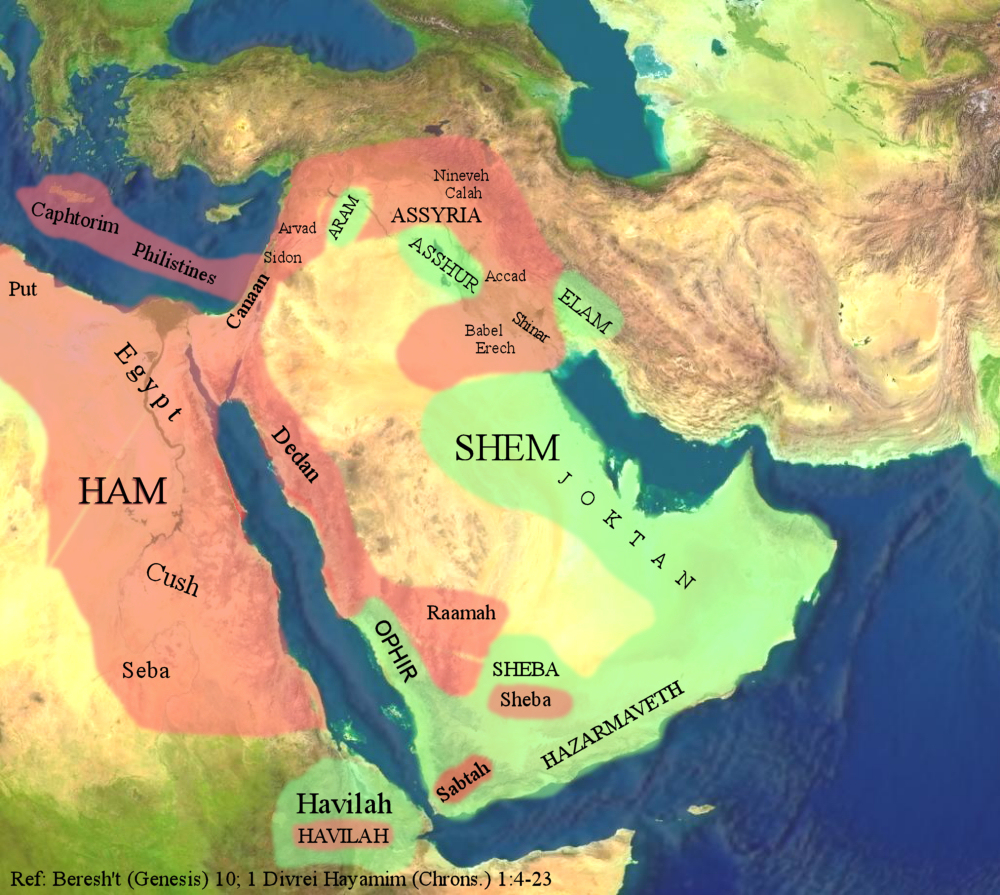
Le Proche-Orient ancien vu par les anciens Israélites ; la Table des peuples (reconstituée par quatre archéologues israéliens).

L'exégèse juive, rabbinique et non-rabbinique, classique, s'attache aux questions suivantes : la nature de l'offense de Cham et la raison du transfert de la malédiction sur Canaan. Sur ces deux points, les premières traductions araméennes (Targoum Onkelos) et grecques (Septante) de la Bible n'apportent aucune indication supplémentaire par rapport au texte massorétique.
À propos de la seconde question, selon certains, Noé n’aurait pu maudire Cham parce que celui-ci a été béni par Dieu [Genèse, 9 : 1] et que la bénédiction divine n’est pas réversible. Une autre hypothèse serait que cette malédiction sanctionnerait une faute cachée commise par Canaan.
Pour la première question, la tradition rabbinique, le Livre des Jubilés et Flavius Josèphe soutiennent que Cham manque d'abord de respect à son père en ne recouvrant pas sa nudité, puis rend sa déchéance publique en la rapportant à ses frères. Il commet une transgression mineure, le voyeurisme.
Selon une autre interprétation, Cham a eu une relation sexuelle avec la femme de Noé, « découvrir la nudité de son père » signifiant, dans Lévitique 18:7, coucher avec la femme de son père. Cette transgression majeure est un inceste hétérosexuel.
Dans un débat entre Rav et Shmouel sur la nature de la faute, l'un pense que Noé a été sexuellement abusé par Cham, l'autre que Cham a castré son père.
L'hypothèse de l'inceste homosexuel apparaît également dans les traductions grecques postérieures à la Septante, d'Aquila, de Théodotion et de Symmaque, où le terme « voir » (Gen. 9:22) n'est pas traduit par γύμνωσιν (gumnôsin), mais par ασϰεμοσυνη (aschemosune), un mot désignant chez Paul les relations homosexuelles Cependant, on a pu choisir le terme sans connotation, par rapport à la « nudité ».
Quant à la tradition de la castration, elle était également connue de Théophile d'Antioche et est admise comme une évidence dans plusieurs midrashim compilés en terre d'Israël, mais leur source semble bien être ce débat talmudique, qui n'a aucun équivalent dans les mythes sémitiques anciens, et semble avoir été déduit d'indications textuelles, notamment le fait qu'il n'est pas dit à propos de Noé qu'« il enfanta des fils et des filles » après Sem, Cham et Japhet, comme c'est le cas des autres patriarches bibliques. Cette interprétation explique que Noé sache dès le réveil ce que lui a fait Cham.
Sur la question de savoir à qui s'applique la malédiction, à l'exception d'un midrash qui la rapporte à l'ensemble des descendants de Cham, et interprète homilétiquement un verset d'Isaïe comme la rétribution de ses péchés, l'ensemble des traditions l'attribuent bien au seul Canaan (et ses descendants).
Les premiers exégètes chrétiens reprennent ces analyses.

### Exégèse chrétienne: paléochristianisme et Moyen Âge

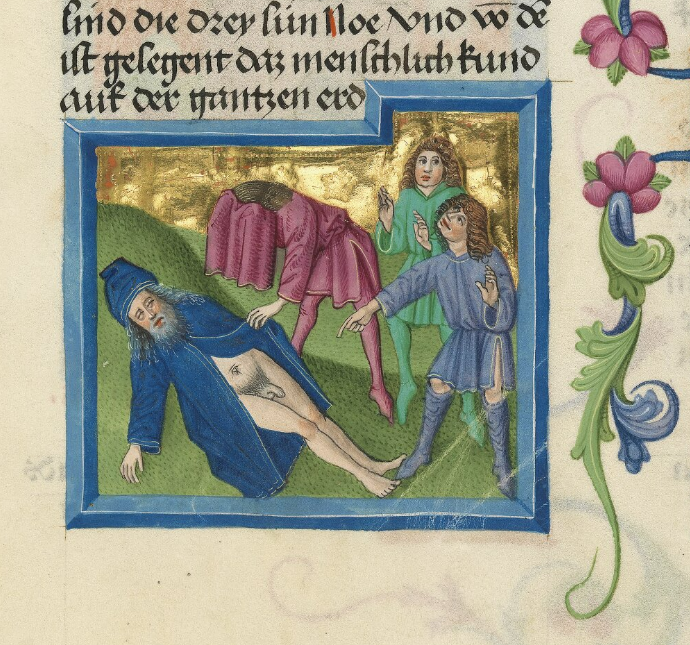
Enluminure de Berthold Furtmeyr. Bible en allemand (1468-1470). Bibliothèque d'État de Bavière, Munich, Cgm 8010a, fol. 15r.

Des références à une prétendue « malédiction de Cham » ont été trouvées dans des apocryphes n'ayant aucune valeur canonique et n'ayant donc jamais été retenus par le Magistère de l'Église.
La Caverne des trésors, apocryphe syriaque chrétien du Ve ou VIe siècle également connu sous le titre de Livre de la descendance des tribus, est un recueil de contes extraordinaires ; il narre les vicissitudes d'Adam et de ses descendants qui finissent par se réfugier dans une caverne voisine du Paradis puis au Golgotha. Si elle n'a aucune valeur canonique, et n'était vraisemblablement pas ou peu diffusée en Occident, La Caverne des trésors liait cependant assez explicitement esclavage et couleur de peau noire : « Quand Noé se réveilla, il le maudit et dit : ‘Sois maudit Cham et puisses-tu être l'esclave de tes frères' et il devint un esclave, lui et sa lignée, nommée Égyptiens, Abyssiniens et Indiens. Cham perdit tout sens de la décence et il devint noir et fut appelé impudique le reste de ses jours et pour toujours ».
On trouve également des références à une « malédiction de Cham » dans des écrits d'Origène d'Alexandrie ou d'Éphrem le Syriaque, mais qui ont plutôt une valeur d'édification des fidèles que de justification raciste : Origène était égyptien, et Éphrem, syrien, et se savaient héritiers de Cham, au même titre que leurs fidèles. Dans ces sermons la référence à la couleur blanche ou noire a une valeur d'image édifiante : le blanc est ce qui est bon et pur, le noir est ce qui est mauvais et obscur. Cette sémantique a toujours existé dans les sermons des Pères de l'Église, c'est une façon de s'exprimer à l'époque.[réf. nécessaire]
D'une manière générale, beaucoup de Pères de l'Église ont surtout vu dans ce passage une annonce prophétique de l'entrée des Justes (Japhet) dans la communauté chrétienne issue des peuples sémites (Sem).

### Exégèse islamique
Pour les musulmans, Noé est un prophète. Le Coran parle de lui en de nombreux endroits, mais ne dit mot d'une malédiction de Canaan ou de Cham. Il présente la diversité des couleurs de peaux comme l'un des miracles d'Allah : Il y a pareillement des couleurs différentes, parmi les hommes, les animaux et les bestiaux. Parmi Ses serviteurs, seuls les savants craignent Allah. Allah est, certes, Puissant et Pardonneur . De même, selon un hadîth rapporté par al-Tirmidhi, Mahomet aurait dit : Un Arabe n’a aucun mérite sur un non-Arabe, de même un non-Arabe n’a de mérite sur un Arabe, ni un homme blanc sur un homme noir, ni un homme noir sur un homme blanc, que par la piété. Les gens sont d'Adam et Adam est de terre.
Cependant, dans ses Prolégomènes, Ibn Khaldoun témoigne (pour la réfuter par la théorie des climats reprise d'Aristote) de la diffusion de cette thèse dans le monde musulman au XIVe siècle :

« Quelques généalogistes n’ayant aucune connaissance de l’histoire naturelle ont prétendu que les Noirs, race descendue de Cham, fils de Noé, reçurent pour caractère distinctif la noirceur de la peau, par suite de la malédiction dont leur ancêtre fut frappé par son père, et qui aurait eu pour résultat l’altération du teint de Cham et l’asservissement de sa postérité. Mais la malédiction de Noé contre son fils Cham se trouve rapportée dans le Pentateuque, et il n’y est fait aucune mention de la couleur noire. Noé déclare uniquement que les descendants de Cham seront esclaves des enfants de ses frères. L’opinion de ceux qui ont donné à Cham ce teint noir montre le peu d’attention qu’ils faisaient à la nature du chaud et du froid, et à l’influence que ces qualités exercent sur l’atmosphère et sur les animaux qui naissent dans ce milieu. »

Cette thèse se retrouve en effet dans des ouvrages islamiques. Ainsi, au Xe siècle, Al-Mas'ûdî dans ses Prairies d'Or rapporte l'épisode de la malédiction et identifie dans un autre chapitre la descendance de Cham aux populations africaines :

« Noé partagea la terre entre ses fils, et assigna à chacun sa propriété. Il maudit Cham à cause de l'injure qu'il reçut de ce fils, ainsi qu'on le sait, et s'écria : « Maudit soit Cham ! puisse-t-il être l'esclave de ses frères ! » (…) Cham s'éloigna, suivi de ses enfants, et ils se fixèrent dans différentes portions de la terre ou dans des îles, ainsi que nous le dirons plus loin. »

« Lorsque la postérité de Noé se répandit sur la terre, les fils de Kouch, fils de Canaan, se dirigèrent vers l'occident et traversèrent le Nil. Là, ils se partagèrent : les uns, c'est-à-dire les Nubiens, les Bedjah et les Zendjes, tournèrent à droite, entre l'orient et l'occident; les autres, en très-grand nombre, marchèrent vers le couchant, dans la direction de Zagawah, de Kanem, de Markah, de Rawkaw, de Ganah et d'autres parties du pays des Noirs et des Demdemeh. Ceux qui s'étaient dirigés sur la droite, entre l'est et l'ouest, se disséminèrent à leur tour, et formèrent plusieurs nations : les Mékir, les Mechkir, les Berbera et d'autres tribus des Zendjes. »

Un siècle avant, le hanbalite Ibn Qoutayba attribue au traditionniste Wahb Ibn Munabbih (mort v.730) la tradition suivante :

« Wahb Ibn Munabbih a dit : Cham, le fils de Noé, était un homme blanc, beau de visage et de stature et Dieu Tout-Puissant changea sa couleur et la couleur de ses descendants en réponse à la malédiction de son père. Il partit, suivi de ses fils, et ils s'installèrent près du rivage où Dieu les multiplia. Ce sont les Noirs [sûdan]. »

David M. Goldenberg affirme que le lien exégétique entre Cham et l'esclavage est communément retrouvé dans les textes composés au Proche-Orient à la fois en arabe par les musulmans, mais également dans des sources syriaques.
Dom Augustin Calmet affirme au XVIIIe siècle avoir vu cette référence chez Tabari. Mais Benjamin Braude signale que « l'extrait cité par Calmet et d'Herbelot et Galland ne constitue pas l'ensemble de ce que Tabari avait en réalité écrit sur la question (…) la plupart des versions de Tabari connues du monde musulman ne fournissent nullement des justifications de l'esclavage racial ; les Chamites ne sont nullement destinés à l'esclavage. Non qu'une affirmation de ce genre fut absente de l'Islam, mais le crédit qu'on lui apportait était loin d'être unanime ».

### Exégèses critiques et modernes

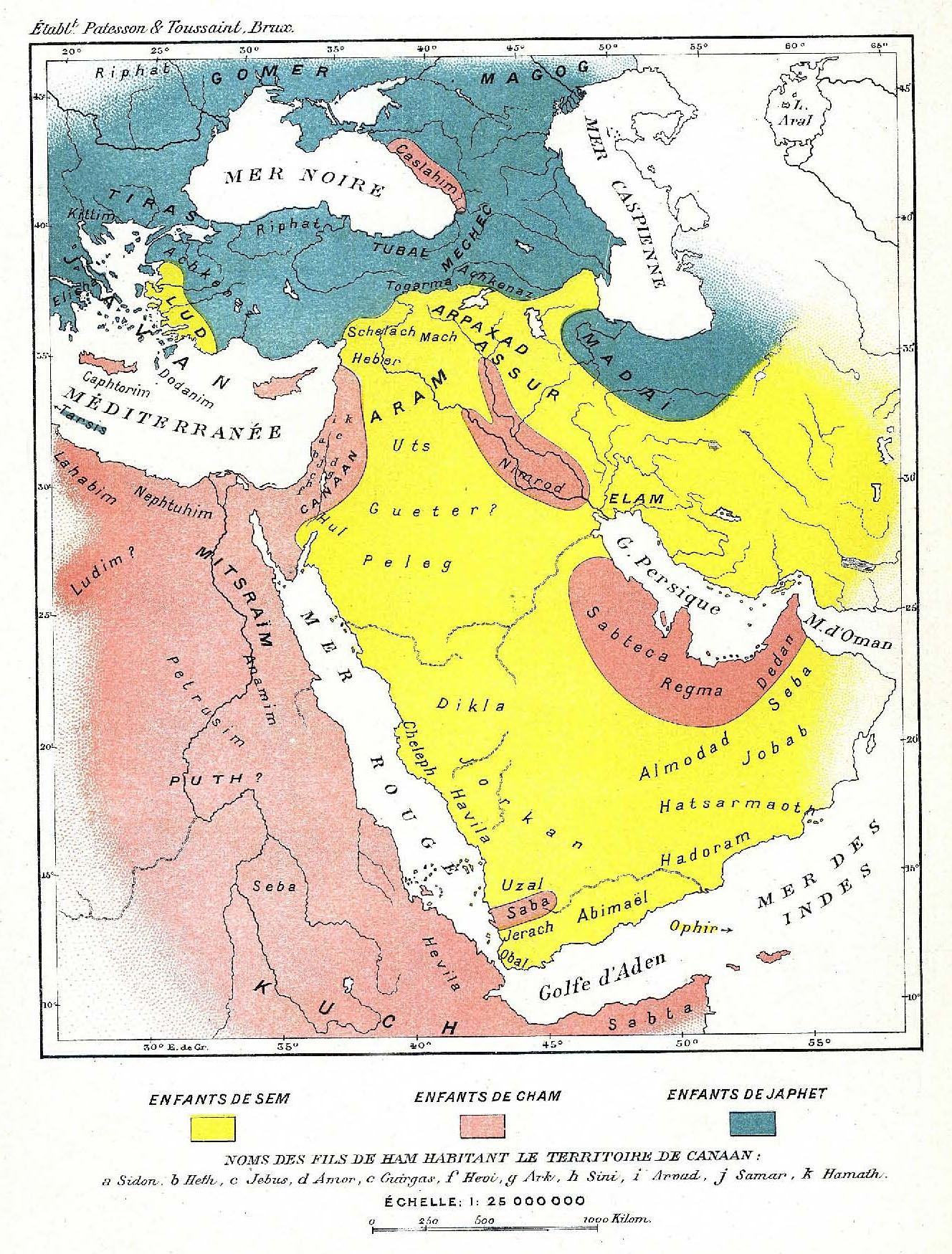
Le Tableau des Nations. Généalogie des fils de Noé et leur dispersion géographique après le déluge.

Le texte biblique ne donne aucune indication à caractère racial. La raison pour laquelle Canaan est maudit, au lieu de Cham, n'est pas expliquée, et les diverses tentatives de résolution, en éliminant certains mots des versets 18 à 22, ne se sont pas avérées concluantes.
Le rabbin Samson Raphael Hirsch, commente la malédiction et montre comment elle illustre les relations entre parents et enfants : la perte de respect des nouvelles générations envers leurs pères est source de décadence et de malaise social. On trouve également un enseignement sur les mœurs personnelles :  à l'instar de Cham qui est puni d'une peine d'esclavage[réf. nécessaire], si l'on ne domine pas sa propre sensualité, on risque de devenir esclave de la matérialité. Enfin, le devenir des peuples est lié à des actes d'individus, et chacun a une responsabilité personnelle dans le développement de la société : trois frères d'extraction rigoureusement égale — sauvés du Déluge — sont à l'origine de civilisations très différentes en raison de leur conduite personnelle.
Commentant Genèse 9:24 où on lit qu’en se réveillant de son vin Noé “apprit ce que lui avait fait son plus jeune fils ”, la traduction de Rotherham dit en note : “Sans aucun doute Canaan, et non Cham : Sem et Japhet sont bénis pour leur piété ; Canaan, pour quelque bassesse non précisée, est maudit ; Cham, pour sa négligence, est négligé.” Pareillement, un ouvrage juif traduit par “fils” au verset Gn 9:24 ce qui peut signifier “petit-fils”. Le même ouvrage ajoute : “Il est manifestement question de Canaan.” On peut également remarquer que, de l’avis de quelques-uns, Canaan “s’est livré à un acte de perversion sur [la personne de Noé]” et que l’expression “plus jeune fils” se rapporte à Canaan, fils cadet de Cham.
Pour les catholiques, le personnage de Noé présente globalement plus d'intérêt que la malédiction elle-même. On rapproche traditionnellement le nom de Noé (Noah) du verbe nâham, consoler. À l'inverse, Cham incarne les mauvaises mœurs et Canaan les cultes interdits, vestiges mauvais du monde antédiluvien, qui s'opposent à la vigilance de Noé dès que celui-ci baisse la garde et s'enivre. La voie ouverte par Cham et Canaan est celle de l'esclavage, au sens de la soumission au péché.[source insuffisante]
Au chapitre 10 de la Genèse, le nom de Cham est encore cité,,,, puis, à partir du chapitre 11, on ne fait plus référence qu'à son fils Canaan : c'est Canaan qui est maudit. Les tenants de l'hypothèse documentaire pensent que peut-être dans le récit traditionnel antérieur aux versions manuscrites, le nom de Canaan figurait seul. La tradition judaïque aurait ensuite homogénéisé la généalogie de Noé pour retenir Sem, Cham et Japhet ;  selon l'hypothèse documentaire (qui se développe au XIXe siècle les chapitres 9 et 10 de la Genèse sont un entrelacs de fragments du document jahviste d'une part et du document sacerdotal d'autre part, et c'est dans cette « archéologie littéraire » qu'il faut trouver la source de cette confusion.
Dans une pure approche littéraire, le texte se réfère uniquement à une « malédiction de Canaan » qui ne couvre pas toute la descendance de Cham ; ainsi les trois autres fils de Cham, c'est-à-dire Koush, Misraïm et Pout, ne font l'objet d'aucune malédiction. Koush correspond en principe aux Éthiopiens, Misraïm aux Égyptiens et Pout aux Somaliens. Si l'on se réfère à une interprétation judaïque de la Table des peuples, la descendance de Canaan, objet de la malédiction, va peupler le Pays de Canaan, qui correspond plus ou moins aujourd'hui aux territoires réunissant l’État d'Israël, la Palestine, l'ouest de la Jordanie, le Liban et l'ouest de la Syrie.
Le nom Canaan, de l'hébreu Kena`an, a pour racine Kana. Noé avait prédit que son plus jeune fils, Canaan, serait maudit, qu'il deviendrait l'esclave de Sem. Être humilié, être subjugué, serait le sens du nom Canaan. https://emcitv.com/bible/strong-biblique-hebreu-kana-3665.html

## De la propagation de la légende à la justification des discriminations
Des interprétations détournées de la Genèse 9:27 (avec la malédiction de Canaan et l'attribution des populations modernes à la descendance de Noé) ont pu « justifier » les différentes formes de ségrégation raciale au cours des temps, jusqu'à la période moderne où l'esclavage aux États-Unis, l'apartheid en Afrique du Sud et dans une moindre mesure les doctrines raciales de l'anthropologie du XIXe siècle s'en sont réclamés.

### Époque médiévale
L'histoire d'une malédiction des Noirs par Dieu fut vaguement colportée pendant le Moyen Âge, au même titre que d'autres légendes populaires. On trouve ainsi quelques sources médiévales relatant le fait dans les milieux juifs occidentaux.
Mais dans le même temps, l'Église catholique établit un certain nombre de points de doctrine concernant l'esclavage et les races.
Au XIIIe siècle, Thomas d'Aquin affirme que l'on ne peut classifier un être animé selon sa couleur, mais selon le critère qu'il soit « doué de raison ou non ».
En 1435, le pape Eugène IV punit d'une peine d'excommunication, dans l'encyclique Sicut dudum toute personne qui pratiquerait l'esclavagisme. Mais à partir de 1441, tout change lorsque les Portugais mènent leurs expéditions maritimes et militaires le long des côtes d’Afrique et capturent les premiers esclaves. Ce premier acte négrier est à l’origine de la traite atlantique (ou occidentale). Des esclaves seront offerts au même pape Eugène IV[réf. nécessaire], qui, à partir de cette époque, va entériner les conquêtes portugaises en Afrique et notamment celles du prince Henri le Navigateur, prince du Portugal et précurseur de l’expansion coloniale européenne. Aux yeux des Portugais, ces expéditions se justifiaient pour des raisons commerciales et pour contenir l’expansion de l’islam.

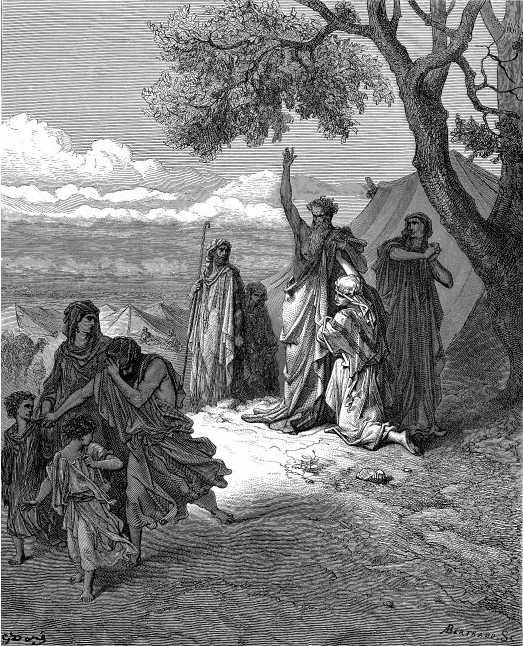
Gustave Doré, La Malédiction de Canaan

Toutefois, aucune référence n'est faite à la malédiction de Canaan, pas même dans la bulle Romanus pontifex, qui est parfois citée comme étant le seul document équivoque du magistère de l'Église catholique sur le sujet de l'esclavage.
Dans le monde musulman, l'esclavage, et la traite des Noirs, sont pratiqués de façon importante, mais justifiés par des raisons plus mercantiles que théologiques ; selon toute vraisemblance, il n'existe pas de justification religieuse de l'esclavage par les musulmans de la traite des Noirs fondée sur la malédiction de Cham.

### Des Lumières auXIXesiècle
D'une manière générale, on trouve très peu de traces sur l'utilisation de ce passage de la Genèse pour justifier l'esclavage ; toutefois, pendant les XVIIIe et XIXe siècles, les traces historiques deviennent plus persistantes, au fur et à mesure que la traite des noirs par les occidentaux se développe et qu'elle devient un phénomène de société polémique.
En Europe, l'utilisation de la malédiction de Canaan comme justification de l'infériorité des peuples noirs et de la légitimité de l'esclavage apparait au XVIIe siècle. Il semblerait que la première apparition réelle du mythe ait eu lieu dans les milieux protestants de Hollande. Ainsi, Georg Horn, en 1666, serait le premier à avoir proposé à l'Université de Leyde une classification des races selon le modèle proposé par la Genèse de la descendance de Noé. De même, quelques années plus tard en 1677, Jean Louis Hannemann, s'appuyant sur un commentaire de la Genèse de Martin Luther, évoque dans un exposé fondamentaliste, Curiosum Scrutinium nigritudinis posterorum Cham i.e. Aethiopum le fait que les Éthiopiens sont devenus noirs et esclaves à cause de la Malédiction de Cham.
Mais le mythe va prendre de l'ampleur et bénéficier d'un écho plus réel dans les États-Unis d'Amérique, au fur et à mesure que le phénomène de la traite des noirs s'amplifie. La malédiction de Canaan est également un objet de débat entre les partisans de l'esclavagisme et ceux de l'antiesclavagisme :
- en juin 1700, le juge Samuel Sewall de Boston, écrit : « C’est Canaan qui a été maudit trois fois, mais Cham n’a pas été mentionné. (…) Or les Noirs ne descendent pas de Canaan, mais de Kush. »
- en 1762, un John Woolman avait, lui aussi, publié un traité dans lequel il montrait que l’exploitation de cette malédiction biblique pour justifier l’esclavage « est trop grossière pour être admise par l’esprit de quiconque souhaite sincèrement gouverner sa vie d’après des principes sensés ».
- en 1837, le révérend Theodore Dwight Weld, antiesclavagiste lui aussi, écrit dans un tract qui eut une diffusion importante : « la prophétie de Noé est le vade mecum qui accompagne tout le temps les esclavagistes, et ils ne s’aventurent jamais à l’extérieur sans elle »[41].
- au milieu du XIXe siècle, les partisans de l'esclavage, tels que John Fletcher[42] en Louisiane, ou Nathan Lord, président du collège de Dartmouth, enseignaient que le péché qui a provoqué la malédiction prononcée par Noé était un mariage interracial. Ils laissaient entendre que Caïn avait été également affligé d’une peau noire pour avoir tué son frère Abel, et que Cham avait péché en contractant un mariage interdit avec quelqu’un de la race de Caïn.

Dans la société américaine du XIXe siècle, où le débat sur l'esclavage va en s'amplifiant jusqu'au point de devenir une des raisons de la Guerre de Sécession, l'argument religieux de la Malédiction de Cham est donc utilisé pour soutenir indifféremment l'un et l'autre des partis en présence.
À la même époque en Europe, l'Église Catholique met un point final à la discussion sur l'immoralité de l'esclavage et l'obligation de l'abolir, au travers d'une série de trois encycliques : In supremo apostolatus fastigio, In plurimis et Catholicae Ecclesiae. De façon constante, on constate que le magistère catholique ne cite pas une seule fois la fameuse malédiction ni à charge ni à décharge. Néanmoins, l'interprétation particulière de la Malédiction de Cham est désormais diffusée un peu partout dans les milieux chrétiens ou non qui sont proches du sujet de l'esclavage et de la colonisation, puisqu'on trouve même sous la plume du cardinal Charles Lavigerie, antiesclavagiste et fondateur des institutions missionnaires des Pères Blancs la citation suivante : « L'Afrique est un siège immense que la miséricorde divine semble préparer pour mettre un terme à la malédiction de la pauvre race de Cham ».

### Cham et l'esclavage
Il se peut que la prétendue malédiction de Cham (et non pas de Canaan comme dans le texte biblique) constitue une forme de justification pour imposer l'esclavage et la discrimination raciale aux Noirs, bien que cette thèse soit contestée. James Burton Coffman soutient de même que la malédiction est une description des événements qui allaient se produire, une allusion à l'histoire de la terre de Canaan, dominée par de nombreuses puissances étrangères, parmi lesquelles les Assyriens, les Chaldéens, les Grecs et les Romains.
Le sous-entendu raciste de la prétendue malédiction de Cham est explicité par la « visionnaire » Anne Catherine Emmerich, qui déclare dans ses écrits : « Je vois que les nations noires, idolâtres et stupides sont les descendantes de Cham. Leur couleur est due, non pas aux rayons du soleil, mais à la source sombre d'où ces races dégradées ont surgi. »
L'historien David Whitford évoque une "matrice de malédiction" dérivée de l'imprécision de Genèse 9 et interprétée par les racistes comme signifiant que peu importait de savoir qui était maudit ou à quel groupe spécifique s'attachait cette malédiction, l'essentiel étant l'existence d'une vague référence à une malédiction ancestrale, exploitable par ceux qui cherchaient à justifier leurs exactions envers les Noirs, tels que les propriétaires d'esclaves du Sud des Etats-Unis.
Dans les plantations du Sud, en effet, pour les propriétaires d'esclaves confrontés au mouvement abolitionniste, la malédiction de Cham représentait une ligne de défense idéologique. Avant même l'esclavage, afin de promouvoir les intérêts économiques de l'Europe colonialiste, la malédiction de Cham a servi à conforter une perspective raciale selon laquelle la différenciation phénotypique entre les peuples était due à l'existence de différents types raciaux.

### Polémique contemporaine
À partir de la fin du XXe siècle, la malédiction de Cham devient un sujet d'étude principalement pan-africain englobé dans un retour plus général et critique sur le rôle de l'Occident et du Proche-Orient dans la traite des noirs et l'esclavage. Cheikh Anta Diop, historien et anthropologue très contesté, semble être le premier à s'intéresser à ce sujet dans une perspective afrocentriste. De nos jours, le sujet est très couramment abordé par divers intellectuels du continent africain et des Antilles selon l'argumentation suivante :
- l'Occident et le monde arabe ont perpétré la traite des noirs et l'esclavage pendant des siècles, et cela a ruiné le continent africain ;
- l'exégèse islamique de la malédiction de Cham a servi de pilier à cette démarche, qui justifiait l'infériorité du peuple africain par une malédiction divine héréditaire ;
- certains, plus radicaux, évoquent également plus ou moins ouvertement le très contesté racisme à l'encontre des noirs des biblistes juifs, alors que pour ceux-ci, les noirs auraient Kush, et non Canaan, comme ancêtre.

Cette sémantique trouve un écho particulier dans le kémitisme et l'afrocentrisme et les multiples déclinaisons politiques qui y sont liées : Kémi Séba et la Tribu Ka, Jean-Philippe Omotunde, Doumbi Fakoly, etc. Une référence récurrente est faite à l'ouvrage de Pierre Ndoumaï, On ne naît pas noir, on le devient.

#### Anglais
- Benjamin Braude, The Sons of Noah and the Construction of Ethnic and Geographical Identities in the Medieval and Early Modern Periods, The William and Mary Quarterly, Third Series, Vol. 54, No. 1 (Jan., 1997), p. 103-142
- David M. Goldenberg, The Curse of Ham : Race and Slavery in Early Judaism, Christianity, and Islam (Jews, Christians, and Muslims from the Ancient to the Modern World), Princeton University Press, 2003.
- Stephen R. Haynes, Noah's Curse : the Biblical Justification of American Slavery, Oxford, Oxford University Press, 2002 (ISBN 978-0-19-988169-7, OCLC 1124361396, lire en ligne)
- David M. Whitford, The Curse of Ham in the Early Modern Era, Routledge, 2017

#### Français
- Benjamin Braude, « Race et esclavage entre judaïsme, christianisme et Islam ». In: Annales. Histoire, Sciences Sociales, 57e année, no 1, 2002. p. 93-125.
- Jean-Pierre Chrétien « Les deux visages de Cham. Points de vue français du XIXe siècle sur les races africaines d'après l'exemple de l'Afrique orientale », in Guiral P. et Temine E. (éds.), L'idée de race dans la pensée politique française, Éditions du CNRS, 1977 p. 177-199
- Patricia Gravatt (ht), L'Église et l'esclavage, Éditions L'Harmattan
- Pierre Ndoumaï, On ne naît pas noir, on le devient, Éditions L'Harmattan